# سايمور سيمون (محامي)
سايمور سيمون (بالإنجليزية: Seymour Simon)‏ هو قاضي ومحامي أمريكي، ولد في 10 أغسطس 1915، وتوفي في 26 سبتمبر 2006.